# Роальд Поульсен
Роальд Поульсен (дан. Roald Poulsen; 28 листопада 1950, Оденсе — 16 жовтня 2024) — данський футбольний тренер.

## Кар'єра тренера
Не мав досвіду професійних виступів на футбольному полі. Тренерську кар'єру розпочав 1977 року з аматорською командою ОКС.
1983 року очолив «Болдклуббен 1913», а 1988 року став головним тренером «Оденсе», яку вже наступного року привів до перемоги в чемпіонаті Данії.
Згодом протягом 1993–1994 років тренував «Віборг», після чого прийняв пропозицію очолити тренерський штаб національної збірної Замбії. Під його керівництвом замбійці наступного року здобули «бронзу» Кубка африканських націй 1996.
Повернувшись до клубної роботи, того ж 1996 року удруге очолив «Оденсе», а згодом тренував катарський «Аль-Райян».
2002 року знову очолив національну команду Замбії, яку готовував до Кубка африканських націй 2002. Цього разу виступ команди на континентальній першості був невдалим — вона не подолала груповий етап, після чого данець її залишив.
У 2004–2005 роках повертався до Африки, де тренував «Сантос» (Кейптаун), після чого ще протягом декількох років працював з невеликими командами на батьківщині.

## Титули і досягнення
- Чемпіон Данії (1):

«Оденсе»: 1989
- Володар Кубка Данії (1):

«Оденсе»: 1990-1991
- Володар Кубка Еміра Катару (1):

«Аль-Райян»: 1999